# Pintor de Hasselmann

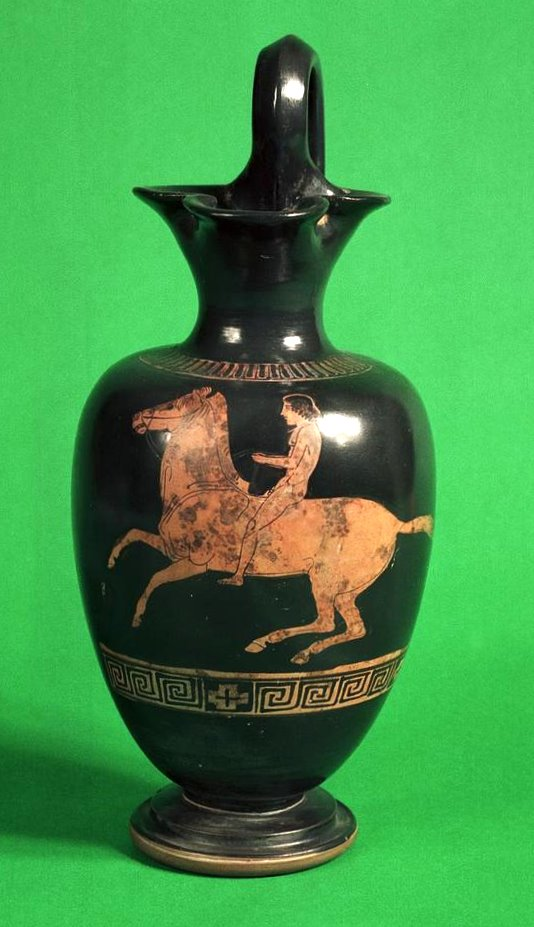
Enócoe atribuido al Pintor de Hasselmann en el Museo de Arqueología Griega de Ure. 430 a. C.

El Pintor de Hasselmann fue un antiguo pintor griego de vasos de figuras rojas. Trabajó a mediados del siglo V a. C.
El Museo de Arqueología Griega de Ure tiene un importante vaso suyo que muestra un joven desnudo a caballo, comprado con motivo de la concesión de un título honorífico de D.Litt. a Sir John Beazley.
El Museo de Arte de Mildred Lane Kemper tiene un pélice que muestra dos figuras en conversación, regalo de Robert S. Brookings y Charles Parsons, 1904.